# 2010年冬季残疾人奥林匹克运动会韩国代表团
2010年冬季残疾人奥林匹克运动会韩国代表团是韩国派出的2010年冬季残疾人奥林匹克运动会代表团。获得1枚银牌。